# Stavešinski Vrh
Stavešinski Vrh je naselje u slovenskoj Općini Gornjoj Radgoni. Stavešinski Vrh se nalazi u pokrajini Štajerskoj i statističkoj regiji Pomurju. 

## Stanovništvo
Prema popisu stanovništva iz 2002. godine naselje je imalo 167 stanovnika.